# Richard Sorge

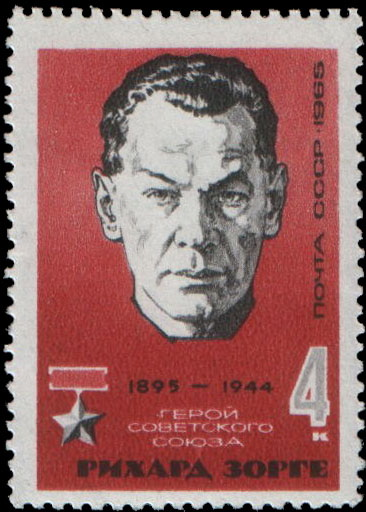
Segell commemoratiu

Richard Sorge, també conegut pel seu nom de guerra «Ramsay», (Bakú, 4 d'octubre de 1895 - Tòquio, 7 de novembre de 1944) fou un periodista i espia soviètic de nacionalitat alemanya. És considerat com el millor espia de la Segona Guerra Mundial per haver descobert les intencions nazis d'envair la Unió Soviètica (Operació Barbarroja).
Va néixer el 4 d'octubre de 1895 a Sabunçu, suburbi de la ciutat azerbaidjanesa de Bakú, que en aquell moment formava part de l'Imperi tsarista. Fill de mare russa (Nina Kobeleva) i de pare alemany (Wilhelm Sorge) que treballava d'enginyer al servei d'una companyia que realitzava obres als camps petrolífers de Bakú. L'any 1898 es traslladà amb la família a Alemanya, més concretament, al barri residencial de Lankwitz, a Berlín. El seu oncle fou un dels secretaris de Karl Marx.
L'octubre de 1914 va allistar-se com a voluntari per a la Primera Guerra Mundial. Concretament es va allistar al batalló estudiantil de la IIIa Guarnició d'artilleria de camp. El març de 1916 fou greument ferit durant la seva activitat al front occidental quan la metralla li va provocar la pèrdua de tres dits i el trencament d'ambdues cames. Durant la seva rehabilitació mèdica el van ascendir a caporal i va rebre la Creu de Ferro. Fou durant la seva convalescència quan va llegir l'obra de Marx i adoptà els ideals comunistes, gran part gràcies a la influència del pare d'una infermera amb qui va establir-hi relació. Va dedicar la resta de la guerra a estudiar econòmiques a les universitats de Berlín, Kiel i Hamburg. L'any 1920 va assolir el doctorat en ciència política. D'altra banda, va començar a militar al Partit Comunista d'Alemanya (KPD). Els seus ideals foren motiu d'acomiadament tant en una feina d'ensenyament com en una de mineria de carbó. Va volar a Moscou on va esdevenir un representant juvenil del Comintern.
Com a espia, responia al nom en clau "Ramsay" i una de les seves fonts d'informació més valuoses fou el general Eugen Ott, primer com a agregat militar a Tòquio i després ambaixador. D'aquesta manera va poder descobrir amb antelació la voluntat d'Adolf Hitler de trencar el pacte germanosoviètic de no-agressió i envair l'URSS. Així mateix va informar al Kremlin dels plans nazis, però no van fer cas a les seves recomanacions. Fins i tot, va arribar a informar tant a Stalin com als criptoanalistes suecs de la data exacta de l'atac, equivocant-se únicament en dos dies en concretar que l'atac es duria a terme el 20 de juny de 1941.
Durant la batalla de Moscou, elaborà els informes per determinar la situació de Manxúria respecte a l'evolució del conflicte sinojaponès. Aquesta informació fou d'important rellevància perquè va permetre retirar els destacaments de l'Exèrcit Roig a Sibèria per destinar-les a les proximitats de la capital soviètica.
L'any 1941 va ser detingut pels serveis de contraespionatge japonesos després de ser descobert per la intel·ligència alemanya. Stalin va intentar, sense èxit, negociar la seva amnistia. Alguns historiadors afirmen que la Unió Soviètica va rebutjar intercanviar-lo per presoners japonesos, d'altres pensen que el Japó es mostrà intransigent en el seu alliberament. El 7 de novembre de 1944 fou executat a Tòquio mitjançant la soga. Trenta anys després, el novembre de 1964 fou nomenat Heroi de la Unió Soviètica.